# Timogenes elegans
Timogenes elegans je největší štír čeledi Bothriuridae a je největším jihoamerickým štírem. Vyskytuje se v Argentině, Bolívii a Paraguayi. Má tmavší zbarvení než Timogenes dorbignyi. Dorůstá až 120 mm. Přestože je velice zajímavý, velký a málo jedovatý, není příliš často chován.